# شهرداری سن یوآخین
شهرداری سن یوآخین (به اسپانیایی: Municipio de San Joaquín) یک شهرداری در بولیوی است که در استان بنی واقع شده‌است.